# Orthobula bilobata
Orthobula bilobata är en spindelart som beskrevs av Christa L. Deeleman-Reinhold 200. Orthobula bilobata ingår i släktet Orthobula och familjen flinkspindlar. Inga underarter finns listade i Catalogue of Life.